# Франселла, Альберт
Альберт Лукас Иоганнес Франселла (англ. Albert Lucas Johannes Fransella; 17 марта 1865, Амстердам — 7 марта 1935, Лондон) — английский флейтист нидерландского происхождения.
Сын флейтиста и музыкального педагога Якоба Хенрика Франселлы (1840—1884). Учился у своего отца и у Жака де Йонга. В возрасте 16 лет получил высокую оценку от посетившего Амстердам Иоганнеса Брамса. В 1888 г. занял место первого флейтиста в оркестре Консертгебау. В 1891 г. перебрался в Лондон, где и провёл всю оставшуюся жизнь, в 1926 г. вместе с тремя сыновьями оформил британское подданство.
Играл в составе многих ведущих английских оркестров, особенно тесно сотрудничая с дирижёром Генри Вудом. 10 августа 1895 года принял участие в самом первом Променадном концерте под руководством Вуда, исполнив две части из сюиты Бенжамена Годара, несколько раз начиная с 1898 г. записывал его пьесы. Сопровождал в гастрольных поездках нескольких известных вокалисток, в том числе Нелли Мельба. В 1909 г. первым в Лондоне исполнил флейтовый концерт Карла Райнеке, в 1913 г. стал первым исполнителем Шотландской пасторали Сирила Скотта (вместе с автором), в 1917 г. участвовал в первом публичном исполнении Сонаты для флейты, арфы и альта Клода Дебюсси вместе с Мириам Тимоти (арфа) и Гарри Уолдо Уорнером (альт).
Преподавал в Гилдхоллской школе музыки. Среди учеников Франселлы, в частности, Хольгер Жильбер-Есперсен.
Покончил с собой после тяжёлой болезни.